# Арзамаська залізнична катастрофа
Арзамаська залізнична катастрофа — вибух трьох вагонів, що перевозили гексоген для гірничих підприємств Казахстану, на залізничному переїзді в місті Арзамас 4 червня 1988 року. Причиною стало висипання вибухового порошку з мішка в жолоб, по якому їздять двері. Двері гойдалися від поштовхів у дорозі, порошок нагрівся, загорівся і вогонь дістався до мішків.

## Історія
4 червня 1988 року о 9:32 потяг, в якому були три вагони зі 120 тоннами вибухівки, призначеної для гірничих та інших підприємств, прямував через залізничний переїзд у м. Арзамас, що в північній частині станції Арзамас-1. У цей момент стався вибух. Серед вибухівки, що здетонувала, були:
- 30 тонн тротилових шашок,
- Заряди для нафтовидобутку,
- 25 тонн амоналу,
- 5 тонн амоніту,
- 30 тонн гексогену,
- 27 тонн октогену тощо.

Сила вибуху була така, що на місці залишилася воронка глибиною 26 метрів, а секція «Б» тепловозу ТЕ10 була відкинута на 200 м. Вибухом було знищено 151 будинок, 823 родини залишилися без даху над головою. За офіційними даними, загинула 91 людина, постраждали 1500 осіб. Було зруйновано 250 метрів залізничної колії, пошкоджено залізничний вокзал, зруйновані електропідстанція, лінії електропередач, пошкоджено газопровід. Постраждали 2 лікарні, 49 дитячих садків, 14 шкіл, 69 магазинів. Основною версією вибуху визнали порушення правил завантаження і перевезення вибухових речовин, хоча як одна з версій розглядався і терористичний акт, і диверсія з боку спецслужб інших країн з метою нагнітання нестабільності в СРСР.
У Арзамасі на місці вибуху побудовані каплиця і меморіал, на якому викарбувані імена загиблих. Щорічно 4 червня в місті проходять заходи, присвячені пам'яті загиблих від вибуху.

## Версія про диверсію
Версія навмисного підриву потягу була досить популярна в місцевому суспільстві. Припускалося, що метою акції було заподіяння максимального збитку місту Арзамас. Версія будувалася на тому, що вибух стався в підозрілій близькості до міста. Знову підстави для подібних версій дала залізнична катастрофа під Уфою, що сталася рівно через рік, 4 червня 1989 року.